# Liste der Biografien/Kirt
Liste der Biografien |
Portal Biografien |
Personensuche
# |
A |
B |
C |
D |
E |
F |
G |
H |
I |
J |
K |
L |
M |
N |
O |
P |
Q |
R |
S |
T |
U |
V |
W |
X |
Y |
Z |
?
 
Ka |
Kb |
Kc |
Kd |
Ke |
Kf |
Kg |
Kh |
Ki |
Kj |
Kl |
Km |
Kn |
Ko |
Kp |
Kr |
Ks |
Kt |
Ku |
Kv |
Kw |
Ky |
Kx |
Kz
 
Kia |
Kib |
Kic |
Kid |
Kie |
Kif |
Kig |
Kih |
Kii |
Kij |
Kik |
Kil |
Kim |
Kin |
Kio |
Kip |
Kir |
Kis |
Kit |
Kiu |
Kiv |
Kiw |
Kix |
Kiy |
Kiz
 
Kira |
Kirb |
Kirc |
Kird |
Kire |
Kirf |
Kirg |
Kirh |
Kiri |
Kirj |
Kirk |
Kirl |
Kirm |
Kirn |
Kiro |
Kirp |
Kirr |
Kirs |
Kirt |
Kiru |
Kirv |
Kirw |
Kiry |
Kirz
Die Liste der Biografien führt alle Personen auf, die in der deutschsprachigen Wikipedia einen Artikel haben. Dieses ist eine Teilliste mit 16 Einträgen von Personen, deren Namen mit den Buchstaben „Kirt“ beginnt.

## Kirt
- Kirt, Magnus (* 1990), estnischer Speerwerfer

### Kirtl
- Kirtland, Dorrance (1770–1840), US-amerikanischer Jurist und Politiker
- Kirtland, Jared Potter (1793–1877), US-amerikanischer Arzt und Zoologe
- Kirtley, John R. (* 1949), US-amerikanischer Festkörperphysiker
- Kirtley, Pat (* 1952), US-amerikanischer Fingerstyle-Gitarrist, Komponist und Gitarrenpädagoge

### Kirto
- Kirton, Billy (1895–1970), englischer Fußballspieler
- Kirton, Doug (* 1966), kanadischer Eishockeyspieler
- Kirton, Lew, Schlagzeuger
- Kirton, Nicholas (* 1998), barbadischer Cricketspieler
- Kirton, Patrick (* 1936), englischer Squashspieler
- Kirton-Darling, Jude (* 1977), britische Politikerin (Labour Party)

### Kirts
- Kirtschewa, Olga (1903–1978), bulgarische Schauspielerin
- Kirtschig, Günter (* 1942), deutscher Fußballspieler (Torwart)
- Kirtschig, Kurt (1928–2008), deutscher Bauingenieur

### Kirtz
- Kirtz, Bernd (* 1929), deutscher Fotograf
- Kirtzel, Sandro (* 1990), deutscher SchauspielerSandro Kirtzel (* 1990)

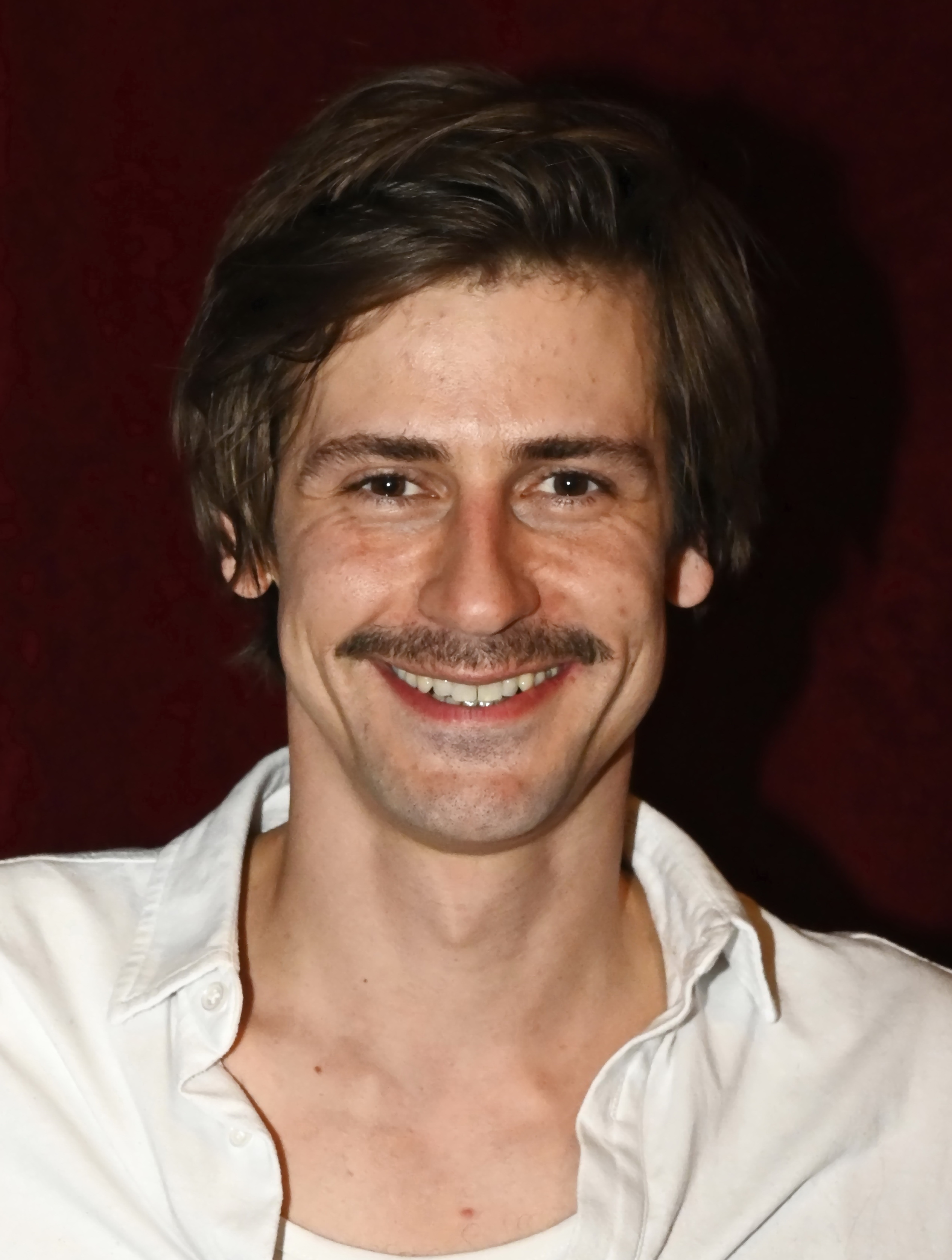
Sandro Kirtzel (* 1990)